# Clubul Sportiv Otopeni
Il Clubul Sportiv Otopeni è stata una società calcistica rumena di Otopeni, paese di 10.000 abitanti noto per essere sede dell'Aeroporto Internazionale Henri Coanda di Bucarest. Ha militato per svariati anni nella Liga II, la seconda serie del campionato di calcio rumeno, e per una stagione nella Liga I, la massima serie rumena.
Aveva come colori sociali il bianco e il blu e giocava le sue partite interne allo Stadionul Municipal, che ha una capienza di 1.300 posti. In attesa dei lavori di ampliamento dello Stadionul Municipal ha disputato le partite di Liga I allo Stadionul Astra di Ploiești.

## Storia
Fondato nel 2001, nella prima stagione di vita già è promosso dalla Divizia D alla Divizia C.
Nel 2003 il presidente allestisce una squadra con giocatori d'esperienza e riesce a vincere il campionato salendo in Divizia B, arrivando anche da outsider fino agli ottavi di Coppa di Romania.
Incredibilmente da neo-promossa, nella stagione 2004-2005, la squadra arriva prima a pari punti col Pandurii Targu Jiu, che sarà promosso a scapito dell'Otopeni per differenza reti. Nei due campionati successivi l'Otopeni sfiora sempre la promozione, persa per cali di concentrazione a fine campionato.
Nella stagione 2007-2008 riesce infine ad essere promosso in Liga I con due giornate di anticipo, arrivando secondo dietro il forte FC Brasov e davanti al blasonato Petrolul Ploiesti.
Nella stagione 2008-2009 si piazza penultimo con 5 vittorie, 7 pareggi e 22 sconfitte, retrocendendo in Liga II dopo un solo anno in massima serie.
Nell'estate 2013 il club si scioglie e cessa di esistere.

## Rose delle stagioni precedenti
- 2011-2012

## Palmarès

### Altri piazzamenti
- Liga II:

Secondo posto: 2007-2008 (Serie I)